# Rörösjön (Marby socken, Jämtland)
Rörösjön är en sjö i Bergs kommun och Åre kommun i Jämtland och ingår i Indalsälvens huvudavrinningsområde. Sjön har en area på 0,188 kvadratkilometer och ligger 332,9 meter över havet. Sjön avvattnas av vattendraget Abbåsån.

## Delavrinningsområde
Rörösjön ingår i det delavrinningsområde (699279-142356) som SMHI kallar för Utloppet av Rörösjön. Medelhöjden är 350 meter över havet och ytan är 8,22 kvadratkilometer. Räknas de 9 avrinningsområdena uppströms in blir den ackumulerade arean 79,39 kvadratkilometer. Abbåsån som avvattnar avrinningsområdet har biflödesordning 2, vilket innebär att vattnet flödar genom totalt 2 vattendrag innan det når havet efter 303 kilometer. Avrinningsområdet består mestadels av skog (47 procent), jordbruk (11 procent) och sankmarker (30 procent). Avrinningsområdet har 0,27 kvadratkilometer vattenytor vilket ger det en sjöprocent på 3,2 procent.